# Nicolaaskathedraal (Washington)
De Sint-Nicolaaskathedraal (Engels: St. Nicholas Cathedral) in Washington is de aartsbisschoppelijke kathedraal van de Orthodoxe Kerk in Amerika.

## Geschiedenis

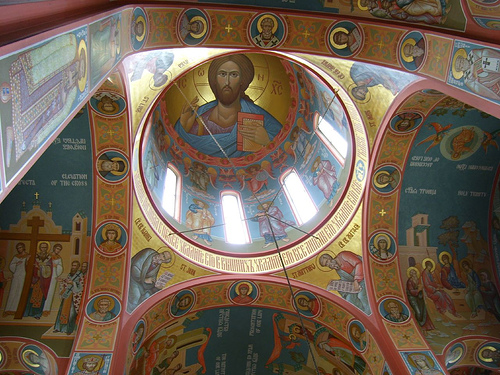
de beschilderde koepel van de kathedraal

De oorspronkelijke kerk werd in 1930 opgericht als de Russisch-Orthodoxe Kerk van de Heilige Nicolaas. In 1949 verleende de bisschoppelijke synode de kerk de status van het nationale herdenkings- en oorlogsmonument van de Orthodoxe Kerk in Amerika. Naar aanleiding van het besluit werd een landelijke campagne gevoerd voor de inzameling van fondsen ten behoeve van de bouw van een passend monumentaal kerkgebouw in de hoofdstad van de Verenigde Staten.   
Nadat de bouwgrond in 1951 werd verkregen werd een aanvang gemaakt met de bouw. Het eerste deel van de kerk kwam gereed in 1954 en voor diensten gebruikt, totdat het gebouw werd voltooid in 1962. 
In 1988 werd een klokkentoren ter gelegenheid van de viering van het duizendjarig jubileum van christendom in Rusland toegevoegd.
De architectuur van de kathedraal is gebaseerd op de 12e-eeuwse Demetriuskathedraal te Vladimir in Rusland. Van 1991 tot 1994 voorzagen toegewijde kunstenaars uit Moskou onder leiding van Alexander Maskalionov het hele interieur van het kerkgebouw van traditionele iconen.